# Ana Sforza
Ana Sforza (en italiano, Anna Sforza; Milán, 21 de julio de 1476-2 de diciembre de 1497) fue la hija del Duque Galeazzo Maria Sforza de Milán y su segunda esposa, Bona de Saboya. 
Se casó con Alfonso I de Este, futuro Duque de Ferrara.
Bella, agradable, «mansa, afable y cortés», ya desde el nacimiento fue destinada por razones políticas a casarse con Alfonso, heredero de Hércules I de Este.
Su tío Ludovico Sforza se casó a su vez con Beatriz de Este, una hija de Hércules I de Este.
La novia y el novio tenían ambos quince años cuando, en enero de 1491, tuvo lugar su boda entre banquetes, recepciones y representaciones teatrales, organizadas por Leonardo da Vinci. Sin embargo, el matrimonio fue infeliz: Ana, descrita como «sin feminidad» y pasando la mayor parte del tiempo vestida como un hombre, se negó a consumar su unión, prefiriendo la compañía de mujeres, y pasó todas las noches con una esclava negra.
El 2 de diciembre de 1497 dio a luz a su primer hijo, que murió inmediatamente de ser bautizado; también murió Ana, con sólo veintiún años de edad. Madre e hijo fueron enterrados juntos en el monasterio de San Vito, del que la joven Sforza era benefactora.
Su muerte marcó el final de la unión entre las familias Sforza y Este. Alfonso se casó después con Lucrecia Borgia.